# Arjabhata
Arjabhata (dewanagari: आर्यभट, trl. Āryabhaṭa) (ur. 476 w Kusumapurze (dzisiaj Patna), zm. 550) – matematyk i astronom indyjski, uznawany za jednego z najwybitniejszych w historii Indii. Przyczynił się do wprowadzenia cyfr będących w powszechnym użyciu do dziś.
Jego najsłynniejszą pracą jest Arjabhatija (Arjasiddhanta), którą opracował w 499 r. – miał wówczas 23 lata. Wierzył w ruch obrotowy Ziemi.